# Lijst van Eerste Kamerleden 1919-1922
Lijst van Eerste Kamerleden 1919-1922 geeft een overzicht van de leden van de Nederlandse Eerste Kamer in de periode tussen de verkiezingen van 1919 en de verkiezingen van 1922. De zittingsperiode van de Eerste Kamer ging in op 17 september 1919 en eindigde op 24 juli 1922 door tussentijdse ontbinding van de Eerste Kamer.
De Eerste Kamer telde 50 leden, gekozen door de leden van Provinciale Staten in de elf provincies. Eerste Kamerleden werden gekozen voor een termijn van negen jaar; om de drie jaar werd een derde deel van de Eerste Kamer vernieuwd.
| Naam                                               | Partij | Provincie     | Begindatum        | Einddatum         | refs   |
| -------------------------------------------------- | ------ | ------------- | ----------------- | ----------------- | ------ |
| Anne Anema                                         | ARP    | Zuid-Holland  | 20 september 1921 | 24 juli 1922      | [ 2 ]  |
| Johannes Arntz                                     | AB     | Gelderland    | 28 juni 1921      | 24 juli 1922      | [ 3 ]  |
| Gijsbert d' Aumale van Hardenbroek van Hardenbroek | ARP    | Utrecht       | 17 september 1919 | 24 juli 1922      | [ 4 ]  |
| Willem van Basten Batenburg                        | AB     | Gelderland    | 17 september 1919 | 24 juli 1922      | [ 5 ]  |
| Herman Bavinck                                     | ARP    | Zuid-Holland  | 17 september 1919 | 29 juli 1921      | [ 6 ]  |
| Johannes Beelaerts van Blokland                    | ARP    | Gelderland    | 20 december 1921  | 24 juli 1922      | [ 7 ]  |
| Lodewijk van den Berg                              | ARP    | Zuid-Holland  | 28-06-1917 [ j ]  | 24 juli 1922      | [ 8 ]  |
| Edo Bergsma                                        | LU     | Friesland     | 28-06-1917 [ j ]  | 24 juli 1922      | [ 9 ]  |
| Halbe Binnerts                                     | LU     | Friesland     | 28-06-1917 [ j ]  | 5 januari 1922    | [ 10 ] |
| Henricus Blomjous                                  | AB     | Noord-Brabant | 30 november 1920  | 24 juli 1922      | [ 11 ] |
| Klaas de Boer                                      | LU     | Noord-Holland | 28-06-1917 [ j ]  | 24 juli 1922      | [ 12 ] |
| Jan Bosch van Oud-Amelisweerd                      | AB     | Utrecht       | 28-06-1917 [ j ]  | 24 juli 1922      | [ 13 ] |
| Hendrik Colijn                                     | ARP    | Gelderland    | 17 september 1919 | 10 november 1920  | [ 14 ] |
| Jacob Cremer                                       | LU     | Noord-Holland | 28-06-1917 [ j ]  | 24 juli 1922      | [ 15 ] |
| Rudolph Diepen                                     | AB     | Noord-Brabant | 17 september 1919 | 3 februari 1920   | [ 16 ] |
| Pieter Diepenhorst                                 | ARP    | Gelderland    | 27 december 1920  | 24 juli 1922      | [ 17 ] |
| Pierre Dobbelmann                                  | AB     | Gelderland    | [ o ] [ p ]       | 24 juli 1922      | [ 18 ] |
| Petrus van der Does de Willebois                   | AB     | Noord-Brabant | 28-06-1917 [ j ]  | 24 juli 1922      | [ 19 ] |
| Rembertus Dojes                                    | LU     | Groningen     | 28-06-1917 [ j ]  | 24 juli 1922      | [ 20 ] |
| David van Embden                                   | VDB    | Noord-Holland | 17 september 1919 | 24 juli 1922      | [ 21 ] |
| Gustaaf van der Feltz                              | VDB    | Drenthe       | 28-06-1917 [ j ]  | 24 juli 1922      | [ 22 ] |
| Abraham Fokker                                     | LU     | Zeeland       | 28-06-1917 [ j ]  | 24 juli 1922      | [ 23 ] |
| Herman Franssen                                    | ARP    | Overijssel    | 17 september 1919 | 24 juli 1922      | [ 24 ] |
| Carel Geertsema                                    | LU     | Groningen     | 28-06-1917 [ j ]  | 24 juli 1922      | [ 25 ] |
| Nicolaas de Gijselaar                              | CHU    | Zuid-Holland  | 17 september 1919 | 24 juli 1922      | [ 26 ] |
| Arnoldus Gilissen                                  | AB     | Zuid-Holland  | 28-06-1917 [ j ]  | 24 juli 1922      | [ 27 ] |
| Oscar Haffmans                                     | AB     | Limburg       | 28-06-1917 [ j ]  | 24 juli 1922      | [ 28 ] |
| Abraham van der Hoeven                             | CHU    | Zuid-Holland  | 28-06-1917 [ j ]  | 24 juli 1922      | [ 29 ] |
| Pieter 't Hooft                                    | ARP    | Gelderland    | 28-06-1917 [ j ]  | 18 november 1921  | [ 30 ] |
| Douwinus van Houten                                | LU     | Noord-Holland | 28-06-1917 [ j ]  | 24 juli 1922      | [ 31 ] |
| Alexander Idenburg                                 | ARP    | Zuid-Holland  | 7 oktober 1920    | 24 juli 1922      | [ 32 ] |
| François Janssen                                   | AB     | Limburg       | 23 maart 1922     | 24 juli 1922      | [ 33 ] |
| Anton Jurgens                                      | AB     | Gelderland    | 19 december 1919  | 28 april 1921     | [ 34 ] |
| Jacobus Kappeyne van de Coppello                   | LU     | Noord-Holland | 28-06-1917 [ j ]  | 6 februari 1920   | [ 35 ] |
| Henri van Kol                                      | SDAP   | Friesland     | 17 september 1919 | 24 juli 1922      | [ 36 ] |
| Jacob Kraus                                        | LU     | Noord-Holland | 28-06-1917 [ j ]  | 24 juli 1922      | [ 37 ] |
| Abraham Kuyper                                     | ARP    | Zuid-Holland  | 28-06-1917 [ j ]  | 21 september 1920 | [ 38 ] |
| Alphonsus van Lamsweerde                           | AB     | Gelderland    | 28-06-1917 [ j ]  | 6 november 1919   | [ 39 ] |
| Jan van der Lande                                  | AB     | Overijssel    | 29 juli 1920      | 24 juli 1922      | [ 40 ] |
| Willem van Lanschot                                | AB     | Noord-Brabant | 17 september 1919 | 24 juli 1922      | [ 41 ] |
| Jacobus van Loon                                   | AB     | Noord-Brabant | 28-06-1917 [ j ]  | 24 juli 1922      | [ 42 ] |
| Christiaan Lucasse                                 | ARP    | Zeeland       | 28-06-1917 [ j ]  | 24 juli 1922      | [ 43 ] |
| Louis van der Maesen de Sombreff                   | AB     | Limburg       | 28-06-1917 [ j ]  | 24 juli 1922      | [ 44 ] |
| Maup Mendels                                       | SDAP   | Groningen     | 17 september 1919 | 24 juli 1922      | [ 45 ] |
| Alphonse Michiels van Kessenich                    | AB     | Limburg       | 17 september 1919 | 30 januari 1922   | [ 46 ] |
| Frederik van Nierop                                | LU     | Noord-Holland | 28-06-1917 [ j ]  | 24 juli 1922      | [ 47 ] |
| Henri Polak                                        | SDAP   | Friesland     | 28-06-1917 [ j ]  | 24 juli 1922      | [ 48 ] |
| Carry Pothuis-Smit                                 | SDAP   | Noord-Holland | 23 maart 1920     | 24 juli 1922      | [ 49 ] |
| Frederic Reekers                                   | AB     | Gelderland    | 28-06-1917 [ j ]  | 22 mei 1922       | [ 50 ] |
| Marcus Slingenberg                                 | VDB    | Noord-Holland | 20 november 1920  | 24 juli 1922      | [ 51 ] |
| Harm Smeenge                                       | LU     | Drenthe       | 17 september 1919 | 24 juli 1922      | [ 52 ] |
| Antonius Smits                                     | AB     | Noord-Brabant | 28-06-1917 [ j ]  | 24 juli 1922      | [ 53 ] |
| Henri Staal                                        | LU     | Noord-Holland | 17 september 1919 | 14 oktober 1920   | [ 54 ] |
| Dirk Stork                                         | BVL    | Overijssel    | 28-06-1917 [ j ]  | 28 juni 1920      | [ 55 ] |
| Bernard Straeter                                   | AB     | Noord-Brabant | 23 maart 1920     | 6 september 1920  | [ 56 ] |
| Gerardus van Swaaij                                | AB     | Zuid-Holland  | 28-06-1917 [ j ]  | 24 juli 1922      | [ 57 ] |
| Franciscus Verheyen                                | AB     | Noord-Brabant | 28-06-1917 [ j ]  | 24 juli 1922      | [ 58 ] |
| Willem Vliegen                                     | SDAP   | Noord-Holland | 17 september 1919 | 24 juli 1922      | [ 59 ] |
| Jan van Voorst tot Voorst                          | AB     | Zuid-Holland  | 28-06-1917 [ j ]  | 24 juli 1922      | [ 60 ] |
| Willem de Vos van Steenwijk                        | CHU    | Overijssel    | 28-06-1917 [ j ]  | 24 juli 1922      | [ 61 ] |
| Jan de Waal Malefijt                               | ARP    | Zuid-Holland  | 17 september 1919 | 24 juli 1922      | [ 62 ] |
| Otto van Wassenaer van Catwijck                    | CHU    | Gelderland    | 28-06-1917 [ j ]  | 24 juli 1922      | [ 63 ] |
| Johan van Welderen Rengers                         | VB     | Friesland     | 31 januari 1922   | 24 juli 1922      | [ 64 ] |
| Franciscus van Wichen                              | AB     | Zuid-Holland  | 17 september 1919 | 6 maart 1920      | [ 65 ] |
| Everardus Wittert van Hoogland                     | AB     | Zuid-Holland  | 13 april 1920     | 24 juli 1922      | [ 66 ] |